# Aromat (Markenname)

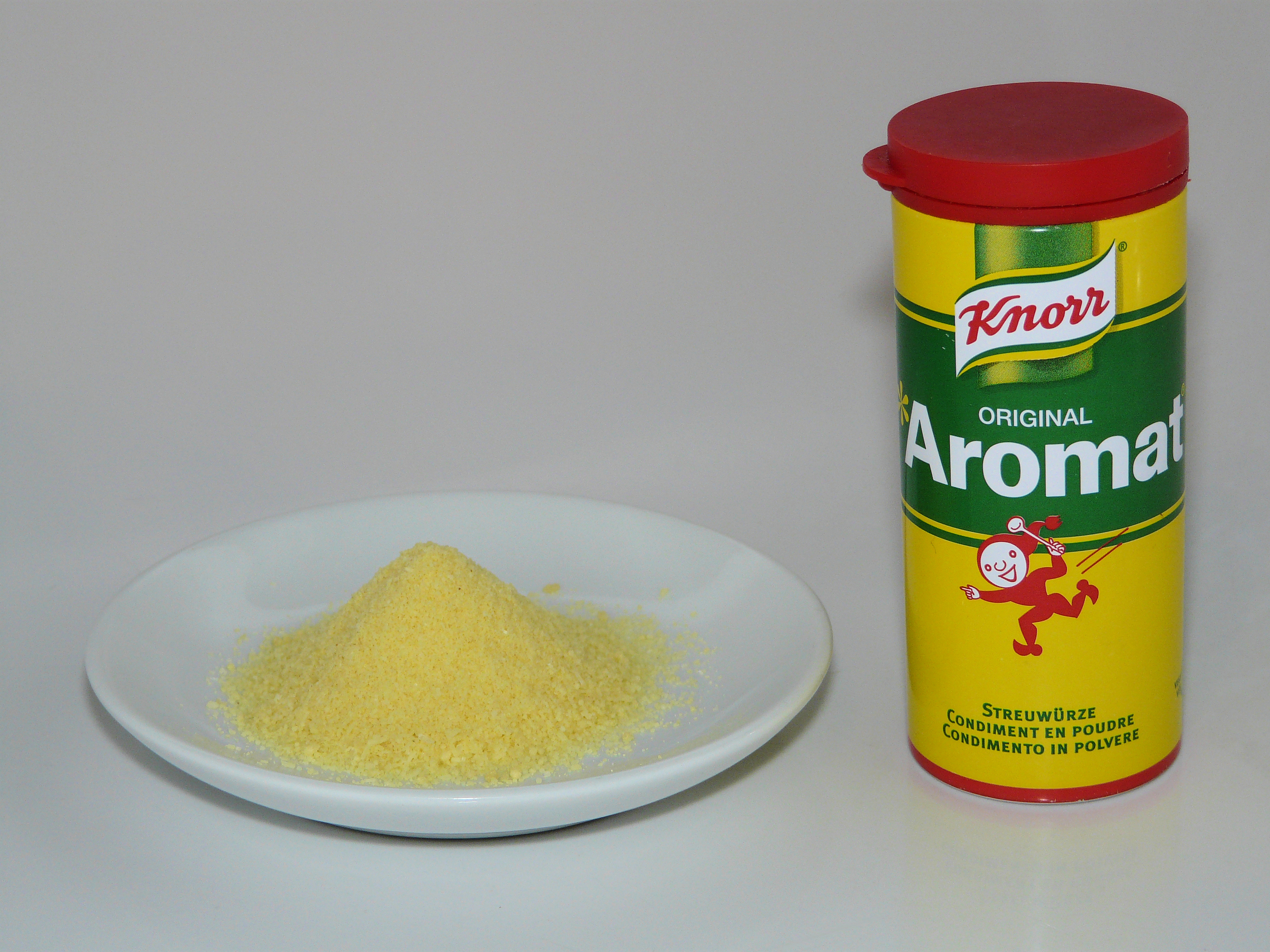
Aromat

Aromat ist eine Marke für ein Universalwürzmittel des Herstellers Knorr, der zum Unilever-Konzern gehört. Es wurde 1953 entwickelt und verstärkt den deftigen Geschmack zahlreicher Speisen, da es unter anderem den Geschmacksverstärker Natriumglutamat enthält. Wesentlicher Bestandteil ist jedoch Speisesalz (59 %), darüber hinaus Palmöl und verschiedene Gewürzextrakte, insb. gelb färbendes Kurkuma. Populär ist Aromat vor allem in der Schweiz und in Südafrika.
Der Hersteller Knorr bietet seit 2012 für den Schweizer Markt auch ein Aromatprodukt ohne Glutamat an: „Aromat natürlich ohne“, anstatt mit Glutamat wird darin mit Hefeextrakt gewürzt, welcher aber selbst natürliches Glutamat enthält. Seit März 2018 wird bei Coop Naturaplan auch eine Variante ohne Glutamat angeboten, welche frei von jeglichen Aroma- und Farbstoffen sei und dessen Zutaten zu 100 Prozent von Bio Suisse nach dem strengen Knospe-Standard zertifiziert würden. So wurde beispielsweise das Glutamat durch ein Bio-Gemüsepulver ersetzt.
Vergleichbare Produkte sind z. B. Fondor (Streuwürze von Maggi, seit 1954) und Mirador (von Migros) oder Vegeta vom kroatischen Hersteller Podravka. Vom Schweizer Gastronomie-Lieferanten Hügli gibt es die Picanta Streuwürze, der ebenfalls Schweizer Nährmittelhersteller Oswald bietet sein Aromix an, als „das Oswald-Aromat“ beworben. Vom Schweizer Nahrungsmittelhersteller Nahrin gibt es ebenfalls ein vergleichbares Produkt, die Streuwürze Nahrom.